# Jan Malec (prawnik)
Jan Malec (ur. 9 września 1927 w Chodczu, zm. 25 listopada 2017) – polski prokurator, doktor nauk prawnych.

## Życiorys
Był synem Eugeniusza i Marii. W czasie II wojny światowej był żołnierzem Armii Krajowej i brał udział w powstaniu warszawskim na terenie Pragi jako strzelec w szeregach plutonu 634 – zgrupowania 632 – 1 Rejonu VI Obwodu AK-Praga. 
Był m.in. dyrektorem Zespołu ds. Ochrony Praw Osób Pozbawionych Wolności oraz Zespołu Prawa Karnego Wykonawczego w Biurze Rzecznika Praw Obywatelskich, a także wieloletnim działaczem Fundacji Pomocy Ofiarom Przestępstw. Zmarł 25 listopada 2017 i został pochowany na cmentarzu Powązkowskim w Warszawie (kwatera 299a-2-21). 

## Wybrane publikacje
- Nie muszą być przestępcami (Instytut Wydawniczy Centralnej Rady Związków Zawodowych, 1975)
- Przestępczość - to ciekawe zjawisko : kryminologia nieelitarna Wydawnictwo C. H. Beck, Warszawa, 2006; ISBN 83-7483-310-6)

## Wybrane odznaczenia
- Krzyż Komandorski Orderu Odrodzenia Polski,
- Warszawski Krzyż Powstańczy